# یوروباندیو
یوروباندیو (به انگلیسی: Eurobandið) گروه موسیقی ایسلندی است.
آن ها نماینده ایسلند در مسابقه آواز یوروویژن ۲۰۰۸ بودند .